# Ада де ла Крус
Ада де ла Крус (ісп. Ada de la Cruz; нар. 15 червня 1985) — домініканська модель, міс Домініканська Республіка 2009, перша віце-міс Всесвіт 2009.

## Біографія
Ада народилася у Вілья Мелла в провінції Сан-Кристобаль. Згодом із сім'єю переїхала у Вілья Альтаграсія. У віці 14 років сім'я переселилась в Санто-Домінго.

### Кар'єра
Вона вперше брала участь в конкурсах краси перемігши на конкурсі Міс Світу Домініканська республіка 2007, а потім увійшла у Топ-16 на конкурсі Міс світу 2007 і отримала титул Miss World Beach Beauty 2007. Вона взяла участь у показах моди — Miami Fashion Week, New York Fashion Week, Dominicana Moda тощо.
У 2009 році Ада де ла Крус стала міс Домініканська республіка. Вона представляла Домініканську республіку на конкурсі Міс Всесвіт 2009 отримавши титул першої віце-міс.

### Особисте життя
Ада вийшла заміж за Івана Нову, домініканського професійного бейсболіста американської команди «Піттсбург Пайретс».